# جرج آرمسترانگ کاستر
جرج آرمسترانگ کاستر (به انگلیسی: George Armstrong Custer) متولد ۱۸۳۹ میلادی یکی از افسران نیروی زمینی ایالات متحدهٔ آمریکا در سال‌های ۱۸۶۱ تا ۱۸۷۶ میلادی بود. کاستر فرمانده هنگ هفتم سواره نظام ارتش آمریکا بود.
به جرج در سال ۱۸۷۵ مأموریت داده شد تا سرخ‌پوستان را سرکوب کند. او نیز در حمله‌ای به قبیلهٔ شایان ۵۰ زن و کودک را کشت که به همین علت به قاتل سرخ‌پوستان شهرت یافت.
او در ۲۵ ژوئیه ۱۸۷۶ در نبرد لیتل بیگ هورن از گاو نر نشسته، رئیس قبایل سیو شکست خورد و کشته شد.

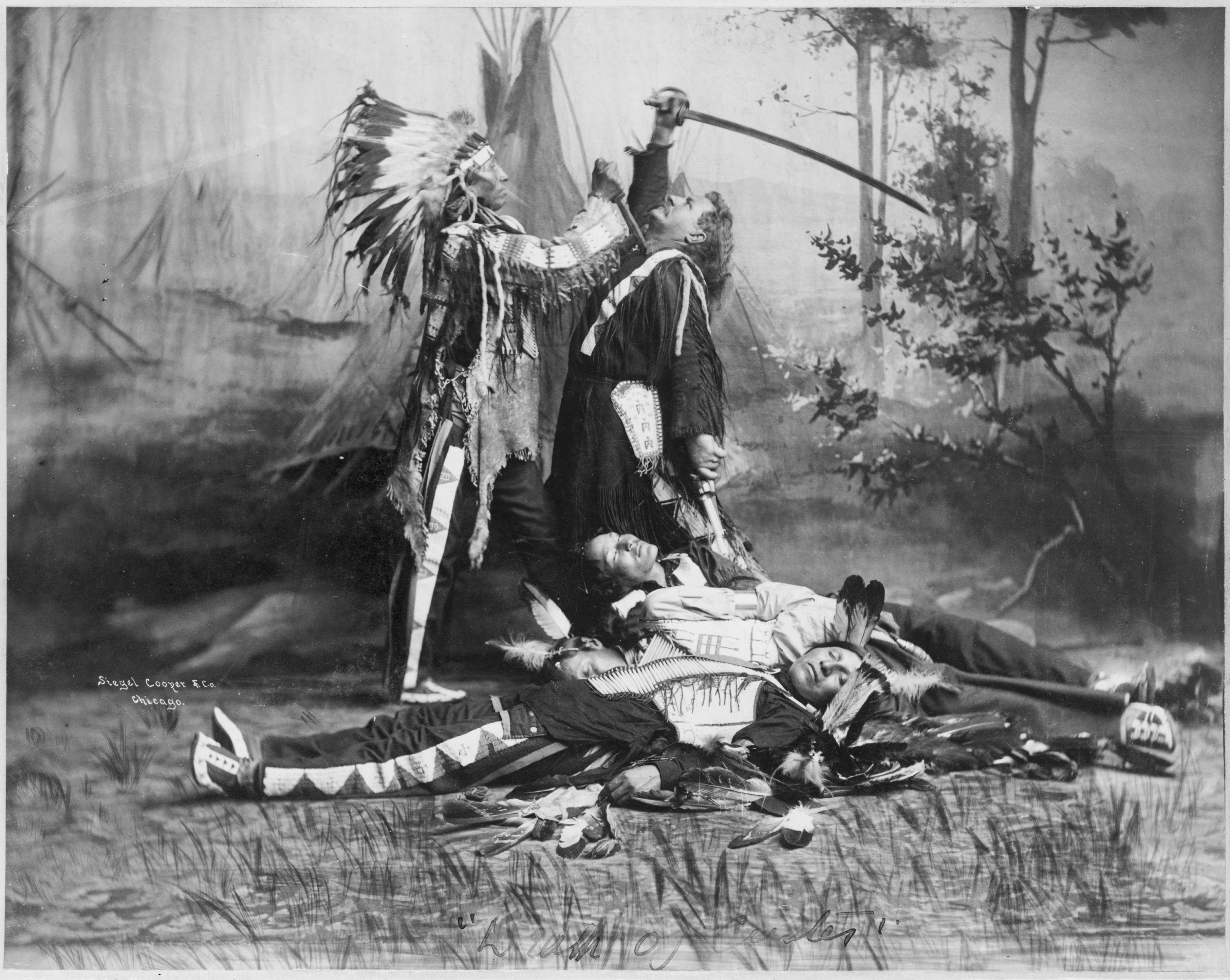
صحنه‌ای از یک نمایش‌نامهٔ غرب وحشی که لحظه کشته‌شدن سرگرد کاستر، فرمانده هنگ هفتم سواره‌نظام توسط گاو نشسته، رهبر قبیله سو را به تصویر می‌کشد.